# James R. Wilson
James Ricker Wilson, genannt Jim Wilson (* 21. Oktober 1922 in Berkeley; † 14. August 2007), war ein US-amerikanischer theoretischer Astrophysiker.
Wilson studierte Chemie an der University of California, Berkeley (Bachelor 1942) und promovierte dort 1952 in Physik (über Mesonentheorie). Er war 1944 bis 1946 am Los Alamos National Laboratory Mitarbeiter des Manhattan Project, 1952 bis 1953 an den Sandia National Laboratories und ab 1953 am Lawrence Livermore National Laboratory. 1996 bis 2007 war er Adjunct Professor für Physik an der University of Notre Dame.
Wilson arbeitete anfangs an numerischer Simulation für Kernwaffen. 1968 nahm er ein Sabbatjahr, um an der Universität Cambridge Astrophysik zu studieren und wandte in der Folge seine Erfahrungen in der Kernwaffen-Simulation in der Astrophysik an. Anfang der 1970er Jahre war er ein Pionier in numerischer Relativität und numerischer relativistischer Hydrodynamik. Er leistete Ende der 1970er und Anfang der 1980er Jahre wichtige Pionierarbeit in der rechnergestützten Modellierung von Supernova-Explosionen, insbesondere entdeckte er den verzögerten Neutrino-Aufheizungsmechanismus und seine Codes zeigten die Rolle der Neutrinos bei der Erzeugung schwerer Elemente in Supernovae. Am Lawrence Livermore Laboratory arbeitete er häufig mit Hans Bethe zusammen.
Er untersuchte auch die Jet-Entstehung beim Kollaps rotierender Sterne mit Magnetfeldern, entwickelte Modelle für Doppelsternsysteme aus Neutronensternen und schwarzen Löchern, modellierte inhomogene Kosmologien und entwickelte ein Modell zur Erklärung der Supernova-Reste nahe dem galaktischen Zentrum (über gravitative Kompressionseffekte des galaktischen Schwarzen Lochs auf weiße Zwerge in seiner Nähe). In der Kernphysik entwickelte er Modelle für Schwerionen-Kollisionen.
1994 erhielt er den Marcel-Grossmann-Preis. Er war Mitglied der American Physical Society und der American Astronomical Society. 2007 erhielt er den Hans-A.-Bethe-Preis für „seine Arbeit in  nuklearer Astrophysik und rechnergestützte Simulation des Kollaps Supernova-Kerns, Neutrinotransport und Stosswellenausbreitung. Seine Codes belebten die Theorie der Supernova-Stosswellen neu, beförderten die numerische Allgemeine Relativitätstheorie und die Theorie von Jets magnetisierter Sterne.“
Er war seit 1949 verheiratet und hatte fünf Kinder. Seine Frau traf er bei seinem Hobby, dem Bergsteigen, dem er zum Beispiel in der Sierra Nevada und British Columbia nachging und dabei einige Erstbesteigungen zum Beispiel im Yosemite Tal verbuchte.